# 新崎結梨
新崎 結梨（しんざき ゆうり、10月27日 - ）は、日本の女性声優。大阪府出身。

## 略歴
大阪アニメーションスクール専門学校、養成所K.N.P.S, BRAINS1期生卒。
かつてはネクシードに所属していた。

## 人物
趣味はイラスト（ペンタブ）。

## 出演作品

### テレビアニメ
- 真・進化の実〜知らないうちに勝ち組人生〜（2023年、生徒6）

### 吹き替え

#### 映画
- VETERAN ヴェテラン（リザード）
- エアポート2022ザ★トップガンナー（ヴァネッサ）
- キャッシュトラック（ジェーン 他）
- クライ・マッチョ（ヒッピー女）
- 告白（ヒソン）
- ザ・コントラクター（ブリアン・ハーパー〈ギリアン・ジェイコブス〉)
- シャークストーム（ベッキー）
- シャークネード6 ラスト・チェーンソー (ジェム 他）
- 蛇王島 キングスネーク・アイランド（ジョウ）
- シン・アナコンダ（ベンジー）
- シン・オクトパス（ルナ）
- シン・クロコダイル（シャオフー）
- 神龍 ドラゴン・ライダー（青霊児）
- タコゲーム（看守X）
- バンクラッシュ（人質女 他）
- ファイナル・スコア（少年6）
- モンスターランナー怪物大戦争（ハンター女）
- リーサル・バレット
- REVENGE リベンジ 鮮血の処刑人（シャーリー）
- ワイルドリング 変身する少女（女子高生1）

#### ドラマ
- 未成年裁判（ユン・ウンジョン）

#### アニメ
- キャッチ!ティニピン（シュラピン）
- キャプテン・プードル（ハリエット）
- シチリアを征服したクマ王国の物語（子グマ、少女）

### ボイスオーバー
- 野生動物を救え（ベッキー）